# Circolo dell'Alto Reno

Il Circolo dell'Alto Reno agli inizi del XVI secolo

La provincia dell'Alto Reno fu una delle province imperiali (Reichskreis) del Sacro Romano Impero.
Il suo territorio era estremamente frammentato, si estendeva da sud comprendendo dei territori della Savoia fino al Langraviato d'Assia-Kassel a nord nell'area tra Francia, la provincia Sveva e quella di Franconia.
All'interno della provincia della Bassa Sassonia si trovavano alcune exclavi (ad esempio la contea di Schaumburg) appartenenti al Langraviato d'Assia-Kassel. Il territorio era anche inframmezzato da aree appartenenti alla casa d'Asburgo, all'elettorato del Palatinato e aree appartenenti a principi confessionali della Provincia dell'Elettorato del Reno. Vi erano inoltre diverse aree minori appartenenti a cavalieri dell'impero.
Direttori del circondario erano l'elettore del Palatinato e il vescovo di Worms, entrambi cattolici a seguito del trattato di Weinheim (1690) e nonostante le minacce di secessione dal circondario dei principi protestanti che chiedevano un direttore di fede luterana. Alcuni feudi appartenenti all'impero, anche se non membri di questo circondario, erano sottoposti all'alta sovranità francese dopo la Pace di Vestfalia. In particolare, nella bassa Alsazia si trovavano le contee di Hanau, le signorie di Oberbronn, Niederbronn, Lembach, Mannweiler, Reichesweiler per le quali numerosi principi tedeschi risultavano vassalli del re di Francia. Anche varie abbazie imperiali ed immunità ecclesiastiche si trovavano in territorio francese e come tali indipendenti fino alla Rivoluzione francese (Rusfac, Mürbach, Andlau, Lure, Rühlingen, Unterlinden, ecc.). Gli stati appartenenti a questo circondario erano distinti nel Banco dei principi ecclesiastici, in quelli dei principi secolari, dei conti e dei signori, delle città imperiali.
Gran parte di questo circondario fu annesso alla Francia nel corso del XVII secolo.

## Composizione
La provincia era composta dai seguenti stati:
| Stemma | Nome                                    | Tipologia                                     | Note |
| ------ | --------------------------------------- | --------------------------------------------- | --- |
|        | Alsazia e Borgogna                      | Baliaggio teutonico                           | Commenda soppressa dai rivoluzionari nel 1790, 3ª Prelatura renana                                                                               |
|        | Altdorf                                 | Abbazia principesca                           | Badessa sovrana fino al 1791 |
|        | Andlau                                  | Abbazia principesca                           | Badessa sovrana fino all'annessione francese nel Seicento                                                                                        |
|        | Assia                                   | Langraviato                                   | |
|        | Assia-Darmstadt                         | Langraviato                                   | Linea autonoma indipendente dal 1567 |
|        | Assia-Kassel                            | Langraviato                                   | Indipendente dal 1567 con propria linea sovrana fino al 1866; il langravio Federico I d'Assia è re di Svezia; ha il 54º voto al Reichstag        |
|        | Assia-Marburg                           | Langraviato                                   | Appartiene al langravio d'Assia Kassel |
|        | Assia-Rheinfels                         | Langraviato                                   | Linea cadetta d'Assia-Kassel (1658) |
|        | Bar                                     | Ducato                                        | Unito al Ducato di Lorena fino al 1736 |
|        | Basilea                                 | Vescovato                                     | Ha la sede dal XVI secolo a Porrentruy e il 41º seggio al Reichstag                                                                              |
|        | Besançon                                | Arcivescovato                                 | Principe ecclesiastico indipendente fino al 1692, poi alla Francia lasciando scoperto il suo 7º seggio al Reichstag                              |
|        | Bretzenheim                             | Signoria dell'elettore di Colonia (1733-1774) | Appartenne ai conti von Vehlen e poi ceduta al conte Karl von Heydeck (1772), principato (1789)                                                  |
|        | Colmar                                  | Città Imperiale                               | Fino al 1648, poi alla Francia |
|        | Dagstuhl                                | Signoria con Schweppenhausen                  | Dei conti von Oettingen-Baldern (1691) |
|        | Falkenstein                             | Contea                                        | Della Lorena (1667-1736), poi Austria |
|        | Francoforte sul Meno                    | Città Imperiale                               | 6ª Città renana, sede delle elezioni imperiali                                                                                                   |
|        | Friedberg                               | Città Imperiale                               | 13ª Città renana, governata da una consorteria nobiliare (Ganerbschaft)                                                                          |
|        | Fulda                                   | Abbazia principesca                           | Ha il 53º seggio del Reichstag e nel 1752 diviene diocesi                                                                                        |
|        | Ginevra                                 | Abbazia                                       | |
|        | Haguenau                                | Città Imperiale fino al 1648                  | Sotto la sovranità francese continua a versare la tassa matricola per fedeltà all'impero                                                         |
|        | Hanau-Lichtenberg                       | Contea indipendente fino al 1736              | All'Assia-Darmstadt dal 1740 con Burgalben e Lemberg                                                                                             |
|        | Hanau-Münzenberg                        | Contea indipendente fino al 1736              | All'Assia-Kassel |
|        | Heitersheim                             | Principato                                    | All'ordine ospitaliero di San Giovanni di Gerusalemme (Gran Priorato e 4° Prevostura)                                                            |
|        | Hersfeld                                | Abbazia Principato                            | Secolarizzata nel 1648; all'Assia-Kassel col 78º voto al Reichstag                                                                               |
|        | Homburg                                 | Signoria                                      | |
|        | Isenburg-Birstein                       | Principato (1744)                             | Sede a Offenbach Una linea cadetta di conti ha regnato a Eisenberg e Langenselbold fino al 1758                                                  |
|        | Isenburg-Büdingen-Büdingen              | Contea                                        | Indipendente dal 1693 |
|        | Isenburg-Büdingen-Meerholz              | Contea con Marienborn                         | Indipendente dal 1673 |
|        | Isenburg-Büdingen-Wächtersbach          | Contea                                        | Indipendente dal 1673 |
|        | Kaeppel                                 | abbazia principesca                           | Badessa |
|        | Kaufungen                               | Abbazia imperiale                             | Nel 1527/32 venne abolita e convertita in abbazia cavalleresca senza status imperiale                                                            |
|        | Kaisersberg                             | Città Imperiale fino al 1648                  | Alla Francia |
|        | Königstein                              | Contea                                        | Governata dall'elettore di Magonza (1535-1793) e dal conte von Stolberg-Stolberg                                                                 |
|        | Kriechingen                             | Contea (Creange)                              | Al conte von Wied-Runkel; voto alla Dieta dal 1765                                                                                               |
|        | Landau                                  | Città Imperiale                               | Dal 1648 sotto la Francia |
|        | Leiningen-Dagsburg                      | Contea                                        | 18ª Contea renana, divisa nelle linee di: Falkenburg-Guntersblum, Heidersheim (estinta nel 1766)                                                 |
|        | Leiningen-Hartenburg                    | Contea                                        | 17ª Contea renana, indipendente fino al 1794 con sede a Duerkheim; ha la signoria di Dagsburg (Dabo)                                             |
|        | Leiningen-Westerburg                    | Contea                                        | In condominio (1705) tra le linee di Alt-Leiningen, Gruenstadt, Neu-Leiningen                                                                    |
|        | Lorena                                  | Ducato                                        | Indipendente fino al 1736; dal 1766 annesso alla Francia                                                                                         |
|        | Losanna                                 | Vescovato                                     | Alla Svizzera da fine medioevo |
|        | Metz                                    | Vescovato                                     | Già escluso dal 1552, alla Francia dal 1648 |
|        | Mulhouse                                | Città Imperiale                               | Dal 1515 alla Confederazione Elvetica |
|        | Münster                                 | Città Imperiale                               | Alla Francia dal 1648 |
|        | Münzfelden o (Mensfelden)               | Castello e villaggio                          | In condominio tra l'elettore di Treviri e il principe d'Orange conte di Nassau-Dietz                                                             |
|        | Murbach                                 | Abbazia principesca                           | Principato in unione con l'abbazia di Lure, poi annessa dalla Francia nel 1789                                                                   |
|        | Nassau-Idstein                          | Contea indipendente fino al 1721              | Al principe di Nassau-Usingen |
|        | Nassau-Ottweiler                        | Contea indipendente fino al 1728              | Al principe di Nassau-Saarbrücken |
|        | Nassau-Saarbrücken                      | Contea                                        | 3ª Contea renana, nuova linea indipendente dal 1735; conti di Lahr                                                                               |
|        | Nassau-Usingen                          | Contea                                        | 1ª Contea renana, contea principesca dal 1688 |
|        | Nassau-Weilburg                         | Contea                                        | 2ª Contea renana, contea principesca dal 1737; signorie di Alsenz e Kirchheim                                                                    |
|        | Nomeny                                  | Margraviato                                   | Feudo imperiale in usufrutto dal 1737 al duca di Lorena Stanislao Lesczynsky; dal 1766 alla Francia                                              |
|        | Oberehnheim                             | Città Imperiale                               | Alla Francia dal 1648 |
|        | Oberisenburg                            | Contea                                        | |
|        | Odenheim                                | Prevostura                                    | Con Bruchsal è in unione con il vescovato di Spira                                                                                               |
|        | Ollbrück (o Olbrück)                    | Signoria (1704)                               | In condominio dei conti Waldbott von Bassenheim                                                                                                  |
|        | Palatinato-Lautern                      | Contea palatina                               | In unione con il Palatinato col 6º voto al Reichstag                                                                                             |
|        | Palatinato-Simmern                      | Contea palatina                               | In unione con il Palatinato con l'8º voto al Reichstag                                                                                           |
|        | Palatinato-Veldenz                      | Contea palatina                               | Spesso con Zweibrücken col 16º voto al Reichstag                                                                                                 |
|        | Palatinato-Zweibrücken                  | Contea palatina                               | Linea indipendente col 14º voto al Reichstag |
|        | Prüm                                    | Prevostura                                    | 7ª Prevostura dell'impero in unione con l'elettore di Treviri (1576) col 65º seggio al Reichstag                                                 |
|        | Reipoltskirchen                         | Signoria (1722)                               | Ai conti von Loewenhaupt poi ai conti Meerscheidt von Hillesheim, dal 1777 ai conti von Isenburg-Buedingen                                       |
|        | Remiremont                              | Abbazia principesca                           | Badessa sovrana fino al 1798 |
|        | Rosheim                                 | Città Imperiale                               | Dal 1648 alla Francia |
|        | Salm                                    | Principato                                    | Già contea fino al 1623, fu retto dai Salm-Salm con l'84º seggio al Reichstag                                                                    |
|        | Salm-Dhaun                              | Wildgraviato e Rheingraviato                  | Indipendente con Rheingraefenstein fino al 1750, poi ai conti von Salm-Grumbach                                                                  |
|        | Salm-Grehweiler                         | Wildgraviato e Rheingraviato                  | Indipendente fino al 1793 |
|        | Salm-Grumbach                           | Wildgraviato e Rheingraviato                  | Ai conti omonimi |
|        | Salm-Kyrburg                            | Principato (1742)                             | Linea omonima |
|        | Salm-Stein                              | Rheingraviato                                 | Ai conti von Salm-Grumbach |
|        | San Gregorio di Munster e Gregorienthal | Abbazia Imperiale                             | |
|        | Savoia                                  | Ducato                                        | Quando i Savoia divennero re nel 1713 con una forzatura legale non si riconobbero più vassalli dell'impero vacando il loro 71º voto al Reichstag |
|        | Sayn-Wittgenstein-Berleburg             | Contea                                        | 14ª Contea renana, con la signoria di Homburg |
|        | Sayn-Wittgenstein-Wittgenstein          | Contea                                        | 15ª Contea renana, con la signoria di Hohenstein                                                                                                 |
|        | Schlettstadt                            | Città Imperiale                               | Alla Francia dal 1648 |
|        | Solms-Braunfels                         | Principato (1742)                             | Con la contea di Greiffenstein e quella lorenese di Criechingen                                                                                  |
|        | Solms-Laubach                           | Contea poi Principato (1792)                  | |
|        | Solms-Lich-Hohensolms                   | Contea poi Principato (1792)                  | |
|        | Solms-Rödelheim                         | Contea poi Principato (1792)                  | Dal 1778 in unione con la contea di Solms-Assenheim                                                                                              |
|        | Spira                                   | Vescovato                                     | 19º seggio al Reichstag con sede a Philippsburg                                                                                                  |
|        | Spira                                   | Città Imperiale                               | 5ª Città renana |
|        | Sponheim                                | Contea                                        | In condominio tra il Palatinatobaviera e il Baden (Kirchberg)                                                                                    |
|        | Strasburgo                              | Vescovato                                     | 21º seggio al Reichstag con sede a Saverne; feudi imperiali di Ettenheim e Oberkirch nell'Ortenau                                                |
|        | Strasburgo                              | Città Imperiale                               | Alla Francia dal 1686 |
|        | Toul                                    | Vescovato                                     | Alla Francia dal 1555 |
|        | Toul                                    | Città Imperiale                               | Alla Francia |
|        | Türkheim                                | Città Imperiale                               | Alla Francia dal 1648 |
|        | Verdun                                  | Vescovato                                     | Alla Francia |
|        | Verdun                                  | Città Imperiale                               | Alla Francia |
|        | Waldeck                                 | Contea principesca (1682)                     | Al principe von Waldeck e Pyrmont |
|        | Wartenberg                              | Contea (1707)                                 | Ai conti Kolb von Wartenberg con al signoria di Ellstadt (1707-1789)                                                                             |
|        | Weißenburg                              | Città Imperiale                               | Alla Francia dal 1648 |
|        | Weißenburg                              | Prevostura                                    | 6ª Prevostura dell'impero in unione con il vescovo di Spira (1545), 63º seggio al Reichstag                                                      |
|        | Wetzlar                                 | Città Imperiale                               | 14ª Città renana, dal 1693 sede del Supremo Tribunale dell'impero                                                                                |
|        | Worms                                   | Vescovato                                     | 15º seggio al Reichstag, ha in condominio con il Palatinato la città di Ladenburg                                                                |
|        | Worms                                   | Città Imperiale                               | 4ª Città renana, sede della Cancelleria del circondario imperiale                                                                                |